# Червонокам'яне
Червонока́м'яне — село в Україні, у Солонянській селищній територіальній громаді Дніпровського району Дніпропетровської області. Населення станом на 2021 рік — 44 мешканці.

## Географія
Село Червонокам'яне лежить на відстані 1 км від села Кам'яне. Поруч проходять автомобільні дороги Н08 и Р80.

## Населення

### Мова
Розподіл населення за рідною мовою за даними перепису 2001 року:
| Мова       | Кількість | Відсоток |
| ---------- | --------- | -------- |
| українська | 50        | 87.72%   |
| російська  | 7         | 12.28%   |
| Усього     | 57        | 100%     |

## Інтернет-посилання
- Погода в селі Червонокам'яне [Архівовано 20 грудня 2011 у Wayback Machine.]

1. ↑  Рідні мови в об'єднаних територіальних громадах України — Український центр суспільних даних